# Велика планета
«Велика планета» — перший науково-фантастичний роман Джека Венса, який був виданий окремим виданням у 1958 році. Первісна журнальна публікація роману була здійснена у вересні 1952 року у журналі Стартлінг сторіз. У виданні 1958 року текст сильно скорочений видавництвом; авторський текст був відновлений у виданні 1978 року.

## Велика планета
Планета за умовами близька до Землі, і на ній може жити людина. Діаметр планети складає близько 40 тисяч кілометрів, близький до діаметра Урана та Нептуна. Однак планета складається з легких матеріалів, на ній майже немає металів, тому залізо там — величезний дефіцит та сама розповсюджена валюта. Населення планети становлять нащадки її перших колоністів із різноманітних груп, що переселилися туди: примітивістів, анархістів, сектантів, мізантропів та інших, хто бажав усамітнення. Територія планети складається з величезних неосвоєних просторів та крихітних груп і держав. Земля встановила ембарго на виробництво та продаж сучасної зброї. На планеті є Територія Землі: представництво, технічна школа, університет для тих, хто бажає здобути освіту та повернутися на Землю.

## Опис сюжету
Космічний корабель з комісією фахівців-науковців прямує на Велику планету. Одна з головних цілей комісії — розслідувати і, можливо, припинити діяльність Чарлі Ліссідера, який носить титул Беджнарнума Бьюджулейса (лідера імперії Гросгарт), який розширює свою імперію, постійно порушуючи ембарго на ввезення зброї та металів. Оскільки таємне виробництво зброї майже неможливе, його люди видобувають зброю крадіжками з заводів Системи або грабунком кораблів та станцій. Бьюджулейса веде активну работоргівлю, продаючи людей у Королівства-для-одного (невеликі світи, захоплені багатіями, що грають у королів).
Корабель зазнає аварії недалеко від Гросгарта через змову зрадників. Голова комісії Клод Клайстра вирішує йти до Території Землі, що знаходиться за 40 тис. км від міста падіння. Раптовим ударом вчені обеззброюють загін з Гросгарта, що відправився на перехоплення землян, викривають та вбивають двох зрадників у своїх рядах. Відбившись від наскоку циган — розбійницького племені кочівників та з боєм переправившись через річку Уст, контрольовану Чарівниками з Едельвейсу, мандрівники досягають монорельсу — місцевої канатної дороги, що тягнеться на величезні відстані. Заплативши за проїзд, вони досягають Крістієндейла, міста, населеного крістерами — нащадками земних мільйонерів. Відпочивши там кілька днів, науковці розгадують секрет крістерів — вони живуть, як аристократи, по черзі, бо кожна година могутності оплачується кількома годинами праці або служби аристократам. Один із мандрівників вирішує залишитися у цьому цивілізованому місті, але інші вирушають далі у майже безнадійну подорож. Вони зустрічаються з торговцями, які підмішують їм сонне зілля та грабують мандрівників. Відбиваючись від кочівників-реббірів, мандрівники переходять гори, їм вдається добути шаблі у реббірів. Загін досягає храму Фонтана у Міртліссі, але вночі мешканці храму вбивають антрополога Бішопа та викрадають Ненсі, дівчину Клайстри.
За свої шаблі, що становлять нечуване багатство, Клайстра наймає сина місцевого торгівця Німестера та проникає до храму Фонтана. Він стає свідком жахливого обряду, при якому бранцю вводять концентрований розчин з виварених мозкових залоз чотирьох жертв, що перетворює його в оракула. Нещасний віщун відповідає п'ять хвилин на питання лорда Воєводи, який заплатив за обряд та помирає від виснаження. Клайстра знаходить Ненсі та намагається запустити радіопередавач у храмі, але його захоплює охорона, піднята по тривозі. Настоятель храму обіцяє перетворити в оракула його самого для прибулого Чарлі Лісіддера. Згадавши, як Бішоп уникнув наркотичного отруєння завдяки прийому вітамінів, Клайстра просить свого друга Елтона принести йому вітаміни, завдяки чому залишається у живих. Поглузувавши під час віщування над Лісіддером, який виявився їхнім попутником по кораблю торговцем Артуром Хіддерсом, Клайстра зображує свою смерть та вночі втікає з храмової покійницької ями. Герої захоплюють аерокар Лісіддера та беруть його самого у полон, залишивши його разом з наближеними посеред просторів Великої планети.